# John Muddiman
John Muddiman (...) è un presbitero e biblista britannico.
Dal 1990 fino al suo pensionamento nel 2012, stato fellow di teologia neotestamentaria al Mansfield College di Oxford nella cattedra istituita e intitolata in onore del suo maestro G. B. Caird (1917-1984).

## Biografia
Dopo aver frequentato la King Edward VI School di Southampton, studiò al Keble College di Oxford e al Selwyn College di Cambridge.  Ordinato come diacono della Chiesa d'Inghilterra nel 1972 e come presbitero l'anno successivo (a Westcott House di Cambridge), fu nominato cappellano del New College di Oxford, mentre iniziò a lavorare alla dissertazione di dottorato sotto la direzione di G. B. Caird. Dal 1997 al 2012, è stato ministro di culto senza portafoglio presso la Chiesa di Santa Maria e di Nicola a Littlemore.
Unitamente al teologo John Barton ha curato la stampa dell'Oxford Bible Commentary, particolarmente apprezzato nel mondo dell'accademia, oltre ad aver pubblicato alcuni articoli sulla paternità delle lettere paoline, di cui uno in particolare il testo che contestava la paternità dell'Epistola agli Efesini ha incontrato un'accoglienza molto positiva da parte della critica.